# Елизавета (фильм, 1998)
Елизавета (англ. Elizabeth) — британская биографическая историческая драма 1998 года, четвёртый полнометражный фильм Шекхара Капура по сценарию Майкла Хёрста. В главной роли Елизаветы I Английской снялась Кейт Бланшетт, а в ролях второго плана — Джеффри Раш, Кристофер Экклстон, Джозеф Файнс, Джон Гилгуд и Ричард Аттенборо. Фильм основан на ранних годах правления Елизаветы, когда она была возведена на трон после смерти своей сводной сестры Марии I, которая заключила её в тюрьму. Когда она утверждается на троне, она сталкивается с заговорами и угрозами с целью её свержения.
Премьера фильма состоялась на 55-м Венецианском международном кинофестивале 8 сентября 1998 года, а в кинотеатрах Великобритании фильм вышел 23 октября 1998 года. Фильм имел успех у критиков и коммерческий успех. Рецензенты высоко оценили режиссуру Капура, дизайн костюмов, производственные ценности и, в частности, главную роль Бланшетт, принесшую ей международное признание, в то время как фильм собрал 82 миллиона долларов при бюджете в 30 миллионов долларов.
Фильм получил 3 номинации на 56-й церемонии вручения премии «Золотой глобус», в том числе за лучший фильм — драма, где Бланшетт победила в номинации лучшая женская роль – драма. Он получил 12 номинаций на 52-й церемонии вручения премии Британской академии киноискусства, получив 5 наград, включая выдающийся британский фильм и лучшая актриса (Бланшетт). На 71-й церемонии вручения премии «Оскар» он получил 7 номинаций, в том числе за лучший фильм и лучшую женскую роль (Бланшетт), выиграв в номинации лучший грим. В 2007 году Бланшетт и Раш повторили свои роли в последующем фильме Капура Золотой век, который охватывает более позднюю часть правления Елизаветы.

## Сюжет
Действие фильма начинается во времена правления Марии I Тюдор (Кэти Бёрк), дочери короля Генриха VIII и Екатерины Арагонской. Королева Мария, как ревностная католичка, устраивает гонения на протестантов. У Марии нет детей, что означает, что наследницей престола является её единокровная сестра Елизавета (Кейт Бланшетт), дочь Генриха VIII и Анны Болейн, протестантка. По приказу Марии Елизавету арестовывают и заключают в Тауэр, но умирающая королева так и не вынесла смертный приговор, и после её смерти Елизавета автоматически восходит на престол.
Недоброжелателем Елизаветы является и один из её придворных, могущественный герцог Норфолк (Кристофер Экклстон). Елизавета поддерживает связь с лордом Робертом Дадли (Джозеф Файнс), её другом детства и, согласно фильму, возлюбленным. Уильям Сесил, государственный секретарь и приближённый советник королевы, призывает Елизавету забыть о личных увлечениях и вступить в брак для пользы государства: возможным мужем для Елизаветы может стать либо испанский король Филипп II, которого при дворе представляет посол Альваро де ла Куадра (Джеймс Фрейн), либо брат французского короля, герцог Анжуйский (Венсан Кассель). Новым верным союзником для Елизаветы становится сэр Фрэнсис Уолсингем (Джеффри Раш), который возглавляет для неё службы разведки и контрразведки.
После неудачной военной кампании против Шотландии, навязанной Елизавете советниками, королева проводит через парламент «Акт о единообразии», подтверждая, что Церковь Англии будет протестантской и независимой от Святого Престола — голосование проходит благополучно благодаря отсутствию самых непримиримых епископов, которых Уолсингем запирает в подвале. Потеря Англии вызывает гнев папы римского, и он направляет в Англию священника-иезуита Джона Балларда (Дэниел Крейг) с заданием убить Елизавету и возвести на трон католичку Марию Стюарт. Роберт Дадли впадает в немилость, когда Елизавета узнаёт, что он уже женат. Елизавета готова принять предложение о браке от герцога Анжуйского, но застаёт его во время оргии в женском платье и с отвращением отказывается от замужества. Происходит несколько покушений на жизнь Елизаветы — её обстреливают из арбалетов во время лодочной прогулки и подбрасывают платье из отравленного шёлка, но Елизавета каждый раз избегает смерти. Уолсингем посещает Шотландию и общается с Марией де Гиз, которую наутро находят мёртвой — подразумевается, что она была отравлена; он также арестовывает Балларда и подвергает его пыткам. Он указывает Елизавете на участников католического заговора — герцога Норфолка, де ла Куадру и других заговорщиков с согласия королевы хватают и казнят люди Уолсингема, однако Елизавета сохраняет жизнь Роберту Дадли, также впутанному де ла Куадрой в заговор. В финале Елизавета состригает свои волосы в знак разрыва с прошлой жизнью и провозглашает, что вечно останется королевой-девственницей, «замужем за Англией».

## В ролях
- Кейт Бланшетт — Елизавета I
- Джозеф Файнс — лорд Роберт Дадли, граф Лестер
- Джеффри Раш — сэр Фрэнсис Уолсингем
- Венсан Кассель — герцог Анжуйский
- Кристофер Экклстон — Томас Говард, 4-й герцог Норфолк
- Эдвард Хардвик — граф Арундел
- Ричард Аттенборо — сэр Уильям Сесил
- Фанни Ардан — Мария де Гиз
- Кэти Бёрк — Мария I Тюдор
- Джон Гилгуд — папа римский Пий V
- Джеймс Фрейн — Альваро де ла Куадра, посол Испании
- Эрик Кантона — монсеньор де Фуа
- Эмили Мортимер — Кэт Эшли
- Дэниел Крейг — Джон Баллард
- Келли Макдональд — Изабелла Ноллис

## Места съёмок
- Замок Алник, Нортумберленд (арест принцессы Елизаветы)
- Окленд, Новая Зеландия
- Замок Эйдон, Нортумберленд
- Замок Бамборо, Нортумберленд
- Замок Болтон, Норт-Йоркшир
- Даремский собор, Дарем
- Хэддон-холл, Дербишир
- Харрисбург, Австралия
- Замок Лидс, Кент
- Миддл Темпл, Холборн
- Замок Рэби, Дарем (процессия на реке)
- Йоркский собор, Йорк[1][неавторитетный источник]

## Исторические несоответствия
- В фильме Роберт Дадли — возлюбленный королевы. В действительности, хотя их отношения и имели романтический характер, наличие между ними сексуальных отношений не доказано[2]. Ряд обстоятельств указывает на то, что Дадли был возлюбленным королевы, в частности на тот факт, что по указанию Елизаветы его спальню сделали рядом с её спальней, но прямых доказательств сексуальных отношений между ними нет, как нет и доказательств обратного. Кроме того, между ними не произошло того болезненного разрыва, который изображен в фильме: в действительности Елизавета и Дадли оставались близкими друзьями до самой смерти последнего в 1588 году.
- О том, что Дадли был женат, было общеизвестно всем, включая королеву, которая присутствовала на свадьбе Дадли и его первой жены Эми Робсарт. Елизавета не знала о его втором браке с её бывшей фрейлиной Летицией Ноллис, что открылось гораздо позже описываемого в фильме времени.
- Елизавета после коронации не посылала необученной армии в Шотландию, хотя поддерживала шотландских протестантов, восставших против Марии де Гиз. Английские войска были введены в Шотландию лишь после смерти Марии де Гиз и действовали вполне успешно, обеспечив победу протестантов и подписание Эдинбургского договора (1560).
- Епископ Стефан Гардинер умер в 1555 году, за три года до восшествия на престол Елизаветы I, и не мог быть противником елизаветинского «Акта о единообразии».
- «Герцог Анжуйский» в фильме совмещает в себе сразу двух членов французского королевского дома — будущего короля Франции Генриха III и его брата Франсуа. Переговоры о браке Генриха и Елизаветы шли с 1570 года, но не увенчались успехом; Франсуа сватался к Елизавете ещё позже, в 1579 году, когда королеве было уже 46 лет.
- В фильме Мария де Гиз была отравлена Уолсингемом после неудачного сватовства герцога Анжуйского и в связи с католическим заговором. В действительности нет никаких доказательств ни причастности Уолсингема к гибели регентши Шотландии, ни того, что её смерть вообще носила насильственный характер. По самой распространённой версии, Мария де Гиз умерла в 1560 году от водянки[3].
- Герцог Норфолк действительно был участником католического заговора Ридольфи в 1571 году. Иезуит Джон Баллард являлся участником ещё более позднего заговора Бабингтона (1586). Роберт Дадли никогда не переходил в католичество и не участвовал ни в каких заговорах против Елизаветы.
- Кэт Эшли, гувернантка и особо приближенная дама Елизаветы, была старше королевы на 31 год. В фильме же она изображена сверстницей Елизаветы, её роль сыграла 27-летняя Эмили Мортимер. Напротив, Уильям Сесил и Фрэнсис Уолсингем в фильме намного старше, чем они были в действительности: Уильяму Сесилу, показанному в фильме глубоким стариком, на момент коронации Елизаветы было всего лишь 37, Уолсингем был практически ровесником Елизаветы.
- В фильме Елизавета довольно рано отказывается от идеи брака, в то время как в реальности она рассматривала ряд предложений о замужестве от разных европейских монархов в течение довольно длительного времени после описываемых в фильме событий.

## Награды и номинации
| Премия                         | Категория                            | Имя                                  | Результат |
| ------------------------------ | ------------------------------------ | ------------------------------------ | --------- |
| Оскар                          | Лучший фильм                         | Тим Беван, Эрик Феллнер, Элисон Оуэн | Номинация |
| Оскар                          | Лучшая женская роль                  | Кейт Бланшетт                        | Номинация |
| Оскар                          | Лучшая операторская работа           | Реми Адефарасин                      | Номинация |
| Оскар                          | Лучшая работа художника-постановщика | Джон Мюре, Питер Хоуитт              | Номинация |
| Оскар                          | Лучший дизайн костюмов               | Александра Бирн                      | Номинация |
| Оскар                          | Лучший грим                          | Дженни Ширкор                        | Победа    |
| Оскар                          | Лучшая музыка к фильму               | Дэвид Хиршфельдер                    | Номинация |
| BAFTA                          | Лучший фильм                         | Тим Беван, Эрик Феллнер, Элисон Оуэн | Номинация |
| BAFTA                          | Лучший британский фильм              | Тим Беван, Эрик Феллнер, Элисон Оуэн | Победа    |
| BAFTA                          | Лучшая режиссура                     | Шекхар Капур                         | Номинация |
| BAFTA                          | Лучшая женская роль                  | Кейт Блашнетт                        | Победа    |
| BAFTA                          | Лучшая мужская роль второго плана    | Джеффри Раш                          | Победа    |
| BAFTA                          | Лучший оригинальный сценарий         | Майкл Хёрст                          | Номинация |
| BAFTA                          | Лучшая операторская работа           | Реми Адефарасин                      | Победа    |
| BAFTA                          | Лучшая работа художника-постановщика | Джон Мюре                            | Номинация |
| BAFTA                          | Лучший дизайн костюмов               | Александра Бирн                      | Номинация |
| BAFTA                          | Лучший монтаж                        | Джилл Билкок                         | Номинация |
| BAFTA                          | Лучший грим                          | Дженни Ширкор                        | Победа    |
| BAFTA                          | Лучшая музыка к фильму               | Дэвид Хиршфельдер                    | Победа    |
| Золотой глобус                 | Лучший фильм — драма                 |                                      | Номинация |
| Золотой глобус                 | Лучшая режиссура                     | Шекхар Капур                         | Номинация |
| Золотой глобус                 | Лучшая женская роль в драме          | Кейт Бланшетт                        | Победа    |
| Премия Гильдии киноактёров США | Лучшая женская роль                  | Кейт Бланшетт                        | Номинация |